# Boston-Marathon 1925
| 29. Boston-Marathon    | 29. Boston-Marathon        |
| ---------------------- | -------------------------- |
| Stadt                  | Boston, Vereinigte Staaten |
| Datum                  | 20. April 1925             |
| Distanz                | ~40 Kilometer              |
| Sieger                 |                            |
| Männer                 | Charles Mellor (2:33:00 h) |
| ← Boston-Marathon 1924 | Boston-Marathon 1926 →     |
| Website                | Offizielle Website         |

Der Boston-Marathon 1925 war die 29. Ausgabe der jährlich stattfindenden Laufveranstaltung in Boston, Vereinigte Staaten. Der Marathon fand am 20. April 1925 statt. Die Laufdistanz betrug ungefähr 40 Kilometer.
Es gewann Charles Mellor in 2:33:00 h.

## Ergebnis
| Platz | Athlet              | Land               | Zeit (h) |
| ----- | ------------------- | ------------------ | -------- |
| 01    | Charles Mellor      | Vereinigte Staaten | 2:33:00  |
| 02    | Clarence DeMar      | Vereinigte Staaten | 2:33:37  |
| 03    | Frank Zuna          | Vereinigte Staaten | 2:35:35  |
| 04    | Albert Michelsen    | Vereinigte Staaten | 2:37:22  |
| 05    | Yrjö Korholin-Koski | Finnland           | 2:39:26  |
| 06    | Ville Kyrönen       | Vereinigte Staaten | 2:40:36  |
| 07    | Victor MacAuley     | Kanada             | 2:42:14  |
| 08    | Nestor Erickson     | Finnland           | 2:43:08  |
| 09    | William Kennedy     | Vereinigte Staaten | 2:43:46  |
| 10    | Frank Wendling      | Vereinigte Staaten | 2:48:59  |